# Garret Hobart

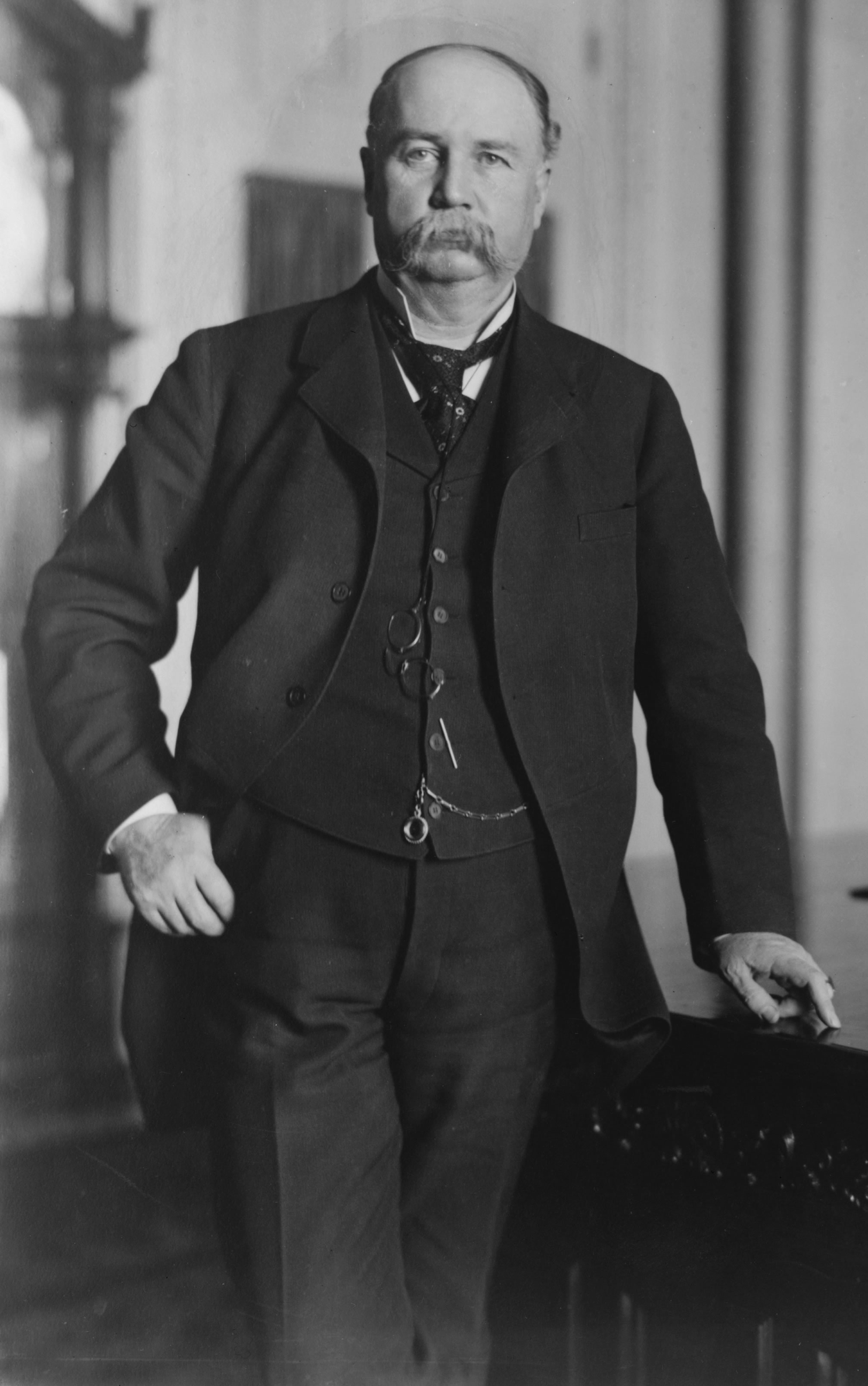
Garret Hobart

Garret Augustus Hobart (Long Branch (New Jersey), 3 juni 1844 - Paterson (New Jersey), 21 november 1899) was een Amerikaans politicus en vicepresident.

## Biografie
Hobart, afkomstig uit de staat New Jersey, vestigde zich in 1863 als advocaat en engageerde zich in de plaatselijke Republikeinse Partij. Hij was lid van het parlement van New Jersey van 1873 tot 1875 en 1877 tot 1882. Hij was tevens voorzitter van de partij in de staat van 1880 tot 1891.
In 1896 werd Hobart genomineerd voor het vicepresidentschap. Hoewel weinig bekend buiten zijn thuisstaat, bleek dit een goede zet: voor het eerst sinds 1872 ging New Jersey naar de Republikeinen. Hobart was van 1897 tot aan zijn overlijden vicepresident onder president William McKinley. In die functie groeide hij uit tot een adviseur en vertrouweling van de president. Hierdoor geldt Hobart als een voorloper van de moderne vicepresidenten. Vicepresident Hobart bracht in de senaat de beslissende stem uit om de Filipijnen als kolonie te behouden na de Spaans-Amerikaanse Oorlog.
Het overlijden van Hobart maakte de weg vrij voor de nominatie als vicepresident van Theodore Roosevelt, die McKinley na diens overlijden zou opvolgen.
Adams ·
Jefferson ·
Burr ·
Clinton ·
Gerry ·
Tompkins ·
Calhoun ·
Van Buren ·
R.M. Johnson ·
Tyler ·
Dallas ·
Fillmore ·
King ·
Breckinridge ·
Hamlin ·
A. Johnson ·
Colfax ·
Wilson ·
Wheeler ·
Arthur ·
Hendricks ·
Morton ·
Stevenson ·
Hobart ·
Roosevelt ·
Fairbanks ·
Sherman ·
Marshall ·
Coolidge ·
Dawes ·
Curtis ·
Garner ·
Wallace ·
Truman ·
Barkley ·
Nixon ·
L.B. Johnson ·
Humphrey ·
Agnew ·
Ford ·
Rockefeller ·
Mondale ·
Bush ·
Quayle ·
Gore ·
Cheney ·
Biden ·
Pence ·
Harris ·
Vance
- Library of Congress Control Number: n86001705
- National Archives and Records Administration: 123865147
- SNAC: w6qk86q4
- Biographical Directory of the United States Congress: H000660
- Virtual International Authority File: 31007858
- WorldCat: E39PBJhCHjqVhKWMFBMtqYctrq